# Il Campiello
Il campiello (título original en italiano; en español, La plazoleta es una ópera en tres actos con música de Ermanno Wolf-Ferrari y libreto de Mario Ghisalberti, basado en la comedia homónima escrita para el Carnaval de Venecia de 1756 por el dramaturgo veneciano Carlo Goldoni. Se estrenó en La Scala, Milán el 11 de febrero de 1936, director Marcello Govoni.

## Historia
Considerada una commedia lírica, es una ópera de cámara influida por Mozart, así como de la última ópera de Giuseppe Verdi, Falstaff. La ópera, centrada en la vida pública de los imprevisibles habitantes de Venecia, hace uso del dialecto veneciano, excepto por los dos personajes napolitanos.
Il campiello fue estrenada en La Scala, Milán el 11 de febrero de 1936 con dirección de Gino Marinuzzi. Ha permanecido en el repertorio italiano y ocasionalmente se ha representado en el extranjero. La Ópera Fujiwara hizo su estreno japonés en Tokio en julio de 1978. La repusieron en julio de 2001 con Marco Titotto, incluyendo algunos cantantes italianos de la producción de Trieste de 1992.
Esta ópera rara vez se representa en la actualidad; en las estadísticas de Operabase aparece con sólo 2 representaciones en el período 2005-2010.

## Personajes
| Personaje                                          | Tesitura     | Reparto del estreno, 11 de febrero de 1936 (Director: Gino Marinuzzi) |
| -------------------------------------------------- | ------------ | --------------------------------------------------------------------- |
| Astolfi, un caballero napolitano                   | barítono     | Salvatore Baccaloni                                                   |
| Gasparina, una jovencita afectada                  | soprano      | Mafalda Favero                                                        |
| Fabrizio, tío y tutor de Gasparina , un napolitano | bajo         | Franco Zaccarini                                                      |
| Dona Cate, una viuda                               | tenor        | Luigi Nardi                                                           |
| Luçieta, hija de Dona Cate                         | soprano      | Iris Adami Corradetti                                                 |
| Orsola, un vendedor de buñuelos                    | mezzosoprano | Giulia Tess                                                           |
| Zorzeto, hijo de Orsola                            | tenor        | Luigi Fort                                                            |
| Dona Pasqua, una viuda                             | tenor        | Giuseppe Nessi                                                        |
| Gnese, hija de Dona Pasqua                         | soprano      | Margherita Carosio                                                    |
| Anzoleto, un mercero                               | bajo         | Fernando Autori                                                       |

## Grabaciones
Il campiello ha sido grabada al menos dos veces: por la RAI en Milán con dirección de Ettore Gracis en 1973, y una grabación en vivo en el Teatro Comunale Trieste con Bareza Niksa en 1992.